# خط طول 82° شرق
خط طول 82° شرق هو أحد خطوط الطول الجغرافية، والتي تمتد من القطب الشمالي الجغرافي إلى القطب الجنوبي الجغرافي، وحسب التحويل الزمني يتقدم خط طول 82° شرق عن خط غرينتش بـ5 ساعة و28 دقيقة.

## من القطب إلى القطب
ينطلق خط طول 82° شرق من القطب الشمالي نحو القطب الجنوبي مرورا بالمناطق التي ترد في الجدول التالي:
| الإحداثيات                         | البلد أو الإقليم أو البحر | ملاحظات |
| ---------------------------------- | ------------------------- | --- |
| 90°0′N 82°0′E / 90.000°N 82.000°E  | المحيط المتجمد الشمالي    | |
| 81°7′N 82°0′E / 81.117°N 82.000°E  | بحر كارا                  | مرورا بغرب Uyedineniya Island (في 77°32′N 82°13′E / 77.533°N 82.217°E) |
| 75°53′N 82°0′E / 75.883°N 82.000°E | روسيا                     | كراسنويارسك كراي — Pologyy-Sergeyeva Island |
| 75°52′N 82°0′E / 75.867°N 82.000°E | بحر كارا                  | |
| 75°30′N 82°0′E / 75.500°N 82.000°E | روسيا                     | كراسنويارسك كراي — Arkticheskiy Institut Islands |
| 75°7′N 82°0′E / 75.117°N 82.000°E  | بحر كارا                  | |
| 73°37′N 82°0′E / 73.617°N 82.000°E | روسيا                     | كراسنويارسك كراي |
| 72°17′N 82°0′E / 72.283°N 82.000°E | Yenisei Gulf              | |
| 71°41′N 82°0′E / 71.683°N 82.000°E | روسيا                     | كراسنويارسك كراي أوكروغ يامالو-نينيتس الذاتية — من 69°12′N 82°0′E / 69.200°N 82.000°E Krasnoyarsk Krai — من 67°57′N 82°0′E / 67.950°N 82.000°E Yamalo-Nenets Autonomous Okrug — من 67°45′N 82°0′E / 67.750°N 82.000°E أوكروغ خانتي-مانسي ذاتية الحكم — من 62°45′N 82°0′E / 62.750°N 82.000°E تومسك أوبلاست — من 60°35′N 82°0′E / 60.583°N 82.000°E نوفوسيبيرسك أوبلاست — من 56°20′N 82°0′E / 56.333°N 82.000°E كراي ألطاي — من 53°42′N 82°0′E / 53.700°N 82.000°E |
| 50°48′N 82°0′E / 50.800°N 82.000°E | كازاخستان                 | |
| 45°9′N 82°0′E / 45.150°N 82.000°E  | جمهورية الصين الشعبية     | سنجان منطقة التبت ذاتية الحكم — من 35°19′N 82°0′E / 35.317°N 82.000°E |
| 30°20′N 82°0′E / 30.333°N 82.000°E | نيبال                     | |
| 27°56′N 82°0′E / 27.933°N 82.000°E | الهند                     | أتر برديش ماديا براديش — من 24°50′N 82°0′E / 24.833°N 82.000°E تشاتيسغار — من 23°51′N 82°0′E / 23.850°N 82.000°E Madhya Pradesh — من 23°25′N 82°0′E / 23.417°N 82.000°E Chhattisgarh — من 23°4′N 82°0′E / 23.067°N 82.000°E أوديشا — من 20°3′N 82°0′E / 20.050°N 82.000°E Chhattisgarh — من 19°48′N 82°0′E / 19.800°N 82.000°E Odisha — من 18°48′N 82°0′E / 18.800°N 82.000°E أندرا برديش — من 18°2′N 82°0′E / 18.033°N 82.000°E                                  |
| 16°25′N 82°0′E / 16.417°N 82.000°E | المحيط الهندي             | Passing just to the east of سريلانكا (في 7°1′N 81°53′E / 7.017°N 81.883°E) |
| 60°0′S 82°0′E / 60.000°S 82.000°E  | المحيط الجنوبي            | |
| 65°47′S 82°0′E / 65.783°S 82.000°E | القارة القطبية الجنوبية   | الإقليم الأسترالي في القارة القطبية الجنوبية, المطالب الإقليمية بالقارة القطبية الجنوبية by أستراليا |
| 66°29′S 82°0′E / 66.483°S 82.000°E | المحيط الجنوبي            | Barrier Bay |
| 67°24′S 82°0′E / 67.400°S 82.000°E | القارة القطبية الجنوبية   | الإقليم الأسترالي في القارة القطبية الجنوبية, المطالب الإقليمية بالقارة القطبية الجنوبية by أستراليا |